# Buzás Edit
Buzás Edit Irén (Cegléd, 1959. május 10. –) Széchenyi-díjas magyar orvos, immunológus, egyetemi tanár, a Semmelweis Egyetem Genetikai, Sejt- és Immunbiológiai Intézetének intézetigazgatója, a Magyar Tudományos Akadémia rendes tagja, az Academia Europaea tagja.

## Élete
1983-ban a Szegedi Orvostudományi Egyetem Általános Orvostudományi Karán szerzett általános orvosi diplomát, majd a Debreceni Orvostudományi Egyetem Anatómiai, Szövet- és Fejlődéstani Intézetén lett egyetemi tanársegéd. 1987 és 1989 között a kanadai McGill University vendégkutatója volt. 1996-tól 1998-ig Debreceni Orvostudományi Egyetem egyetemi adjunktusa volt, majd a Semmelweis Egyetem Genetikai, Sejt- és Immunbiológiai Intézetéhez került. 1997 és 1998 között a chicago-i Rush Presbyterian St.Luke's Medical Center vendégkutatójaként dolgozott. 2001 óta egyetemi tanárként a Semmelweis Egyetem Extracelluláris Vezikula Kutatócsoportjának vezetője, 2012-től pedig a Genetikai, Sejt- és Immunbiológiai Intézet intézetigazgatója. 1996-ban az orvostudomány kandidátusa, 2007-ben az MTA doktora lett. 2009-ben habilitált. 2019-ben a Magyar Tudományos Akadémia levelező, 2025-ben rendes tagjává választották.
Kutatási területei közé tartozik a T-sejt-immunológia, az autoimmunitás, az állatkísérletes arthritis és a rheumatoid arthritis, valamint a glikobiológia. Munkacsoportjával az extracelluláris vezikulák izolálását, szerkezeti jellemzését, mérésük standardizálását, funkcionális jellemzésüket, biomarkerként és terápiás eszközként való alkalmazhatóságukat kutatja. 2019-ben a sejtek közti kommunikációban központi szerepet játszó extracelluláris vezikulák szerkezetének és működésének vizsgálata terén elért kiemelkedő kutatási eredményei, valamint az immunológia oktatásában végzett magas szintű munkája elismeréseként Széchenyi-díjat kapott.
Tagja a Magyar Anatómusok Társaságának és 2004 óta a Magyar Immunológus Társaság vezetőségének, valamint 2007-től a MIHA kuratóriumának. 1999 és 2002 között az OTKA Infraindividuális Biológiai Szakzsűri tagja volt. A European Network on Exosomes and Microvesicles in Health and Disease munkacsoport vezetője. A 2016-os Extracelluláris Vezikula Világkongresszus elnöke (ISEV2016, Rotterdam), az International Society of Extracellular Vesicles (ISEV) elnöke (2022-2024) és a 2024-es Extracelluláris Vezikula Gordon Konferencia elnöke. A Magyar Immunológiai Társaság elnöke (2022-2025).

## Díjai, elismerései
- Carol-Nachman Prize for Rheumatology (Wiesbaden, Németország, 1995)
- Bolyai János Kutatási Ösztöndíj (1998)
- Széchenyi professzori ösztöndíj (2002)
- Rektori Dicséret (2004)
- Akadémiai Díj (2007)
- Kiváló Tudományos Diákköri Nevelő (Semmelweis Egyetem, 2010)
- Huzella Tivadar jutalomdíj és emlékérem (2011)
- Nőkért és a Tudományért Díj (L'oréal-UNESCO, 2011)
- Mestertanár Aranyérem (2013)
- Széchenyi-díj (2019)
- Jancsó Miklós Emlékérem (2019)
- ISEV Special Achievement Award (2020)
- Pro Universitate Érdemrend (2023)
- Kiváló PhD Oktató (2024)
- Semmelweis Egyetem Kiváló Dolgozója (2024)
- Gábor Dénes Díj (2024)